# Arthur Cazaux
Pour les articles homonymes, voir Cazaux.
Arthur Cazaux, né le 23 août 2002 à Montpellier, est un joueur de tennis français, professionnel depuis 2020.

## Carrière junior
En tant que junior, Arthur Cazaux atteint son meilleur classement de numéro 4 mondial et a disputé la finale de l'Open d'Australie junior 2020 où il est battu par son compatriote Harold Mayot en deux sets. Il a également remporté deux titres en Grade 1 à Barranquilla (2018) et Traralgon (2020).

## Carrière professionnelle

### 2020: premier titre ITF professionnel
En décembre, il s'adjuge son premier titre en Future en Espagne.

### 2021: débuts en Grand Chelem en simple et première victoire sur le circuit ATP
Invité à disputer les qualifications du Masters 1000 de Madrid, Arthur Cazaux, alors 603e mondial, réussit l'exploit de battre le 65e mondial, l'Américain Sebastian Korda en deux sets.
Cazaux fait ses débuts en simple la même année à l'ATP 250 de Genève en recevant une invitation, remportant son premier match contre son compatriote Adrian Mannarino en trois sets,. En conséquence, il entre dans le top 500.
Il fait ses débuts en simple dans un tableau principal de Grand Chelem à Roland-Garros 2021 en tant que joueur invité. Il y est battu par le Polonais Kamil Majchrzak en quatre sets accrochés,. Il atteint le deuxième tour en double avec Hugo Gaston.
Vainqueur de deux nouveaux titres en Future au Portugal, il termine la saison dans le top 300 mondial,.

### 2022-2023: premiers titres en Challenger et top 150 mondial
Après un début de saison marqué par des blessures, Cazaux remporte son premier titre en Challenger en septembre 2022 à Nonthaburi, en Thaïlande, entrant dans le tableau principal en tant que qualifié et battant l'Australien Omar Jasika en deux sets en finale. Il s'incline la semaine suivante en finale du même tournoi contre le Britannique Stuart Parker, en abandonnant au deuxième set.

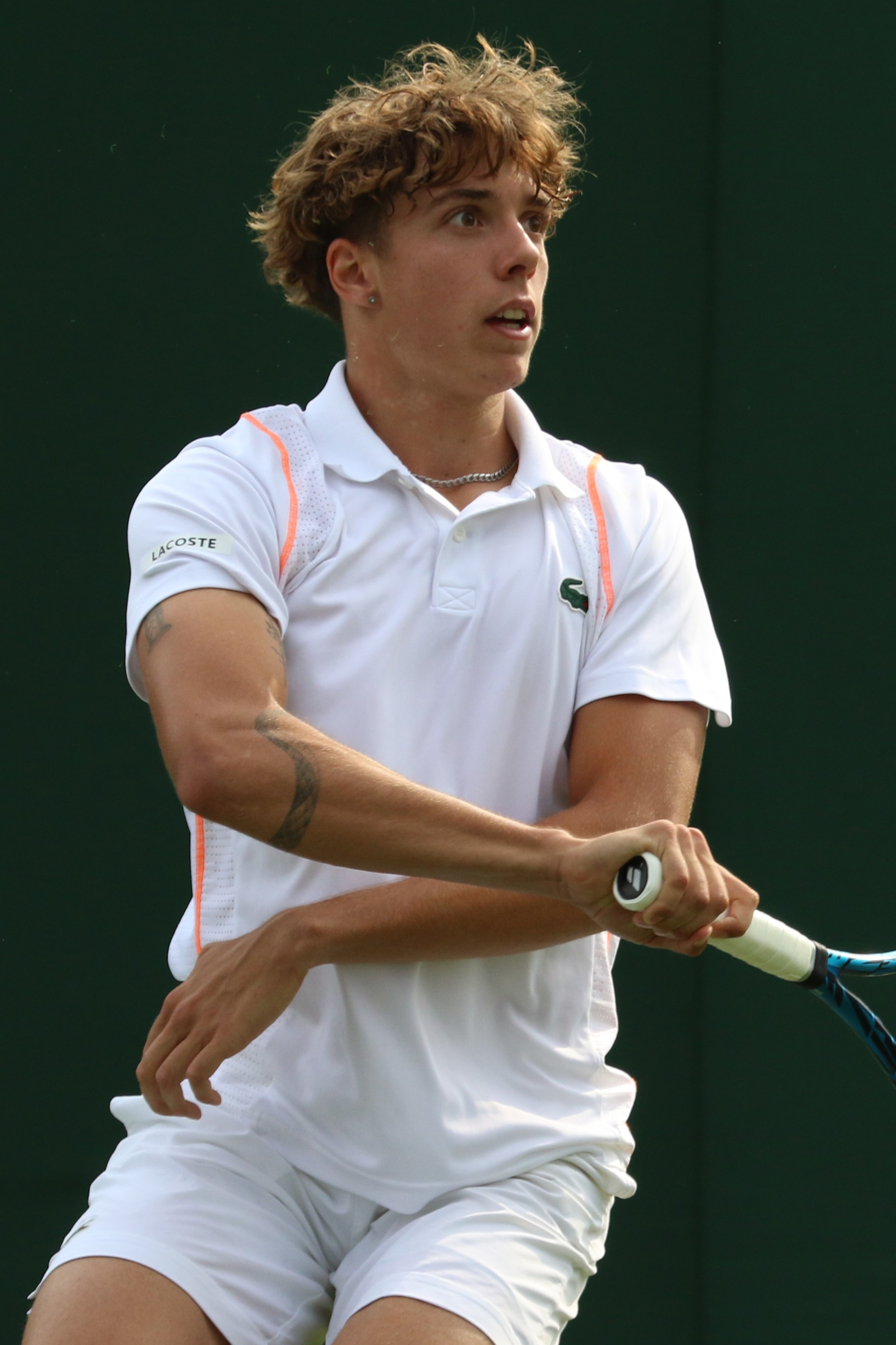
Arthur Cazaux aux qualifications de Wimbledon en 2023.

En janvier 2023, il remporte son deuxième titre également à Nonthaburi en battant en deux sets Lloyd Harris,. Il s'incline de nouveau la semaine suivante en finale du même tournoi contre le Japonais Sho Shimabukuro en deux sets. Par conséquent, il atteint son nouveau meilleur classement en carrière (265e mondial), gagnant plus de 100 places en seulement deux tournois. Il entre dans le top 200 le 10 avril 2023, se classant 199e joueur mondial après une demi-finale au Challenger de Zadar en Croatie.
Il reçoit de nouveau une invitation pour le tournoi de Roland-Garros 2023. Néanmoins, il s'incline encore une fois au premier tour, cette fois face à son compatriote Corentin Moutet en quatre sets (1-6, 3-6, 6-4, 4-6),. Quelques jours après, il atteint la finale du Challenger de Nottingham, en tant que qualifié, avant de perdre face à Andy Murray (4-6 4-6),. Ainsi, il atteint le top 150 du classement. Il continue à être performant sur gazon en atteignant la demi-finale du tournoi d'Ilkley la semaine suivante, s'inclinant en trois manches face à l'Australien Jason Kubler, futur lauréat du tournoi.
Le mois suivant, il atteint la finale du Challenger de Lexington aux États-Unis. Il s'y incline face à Steve Johnson en deux manches serrées. Il atteint les demi-finales du Challenger de Winnipeg au Canada pour clôturer sa préparation au dernier Grand Chelem de l'année, s'inclinant face au Britannique Ryan Peniston. Il s'engage à la fin du mois d'août dans les qualifications de l'US Open. Il y bat le Belge Zizou Bergs (6-3, 6-2) et le Japonais Shintaro Mochizuki (6-1, 6-2), avant de plier au troisième tour qualificatif face à l'Italien Stefano Travaglia (7-6, 4-6, 1-6). Il est cependant repêché dans le tableau principal en tant que lucky loser et affronte au premier tour le numéro 8 mondial Andrey Rublev contre qui il s'incline en trois manches (4-6, 6-7, 1-6).
Il connaît une fin de saison plus délicate, perdant notamment d'entrée au Masters de Paris-Bercy et au tournoi de Metz. Il termine l'année 130e mondial.

### 2024: 1/8 de finale à l'Open d'Australie, entrée dans le top 100 et première victoire face à un top 10
Cazaux commence l'année à Nouméa où il dispute le Challenger. En forme, il écarte Jules Marie (6-1, 3-6, 6-3), Patrick Kypson (3-6, 7-6, 6-2), Benoît Paire (6-2, 6-1) en quart puis son compatriote Harold Mayot dans le dernier carré (7-65, 7-64). Il se qualifie pour sa septième finale sur le circuit secondaire, qu'il remporte en battant son compatriote Enzo Couacaud (6-1, 6-1).
Il bénéficie d'une invitation de la Fédération française de tennis pour disputer le tableau principal de l'Open d'Australie. C'est la première fois qu'il y participe. Il parvient à battre le Serbe Laslo Djere au premier tour en cinq manches (6-2, 63-7, 6-2, 3-6, 6-2). C'est sa première victoire dans un tournoi du Grand Chelem. Il affronte au deuxième tour Holger Rune, tête de série numéro 8 du tournoi. Face au Danois, Cazaux s'impose en quatre manches (7-64, 6-4, 4-6, 6-3). Il s'agit de sa première victoire face à un membre du top 10 du classement ATP. Au troisième tour il affronte une autre tête de série, Tallon Griekspoor. Il s'impose en surclassant le Néerlandais (6-3, 6-3, 6-1). Pour une place en quart de finale, il est opposé au Polonais Hubert Hurkacz (numéro 9 mondial). Il s'incline dans un duel serré (6-7, 6-7, 4-6). À l'issue du tournoi, il entre pour la première fois dans le top 100 du classement ATP.
Il commence sa saison sur gazon à Bois-le-Duc où il s'incline dès son entrée en lice face à son compatriote Arthur Fils (4-6, 4-6). Bien qu'il tente sa chance aux qualifications du tournoi du Queen's, sa défaite au premier tour qualificatif face au Japonais Taro Daniel (7-65, 4-6, 4-6) ne lui permet pas de défendre les points qu'il a acquis la saison passée à Nottingham et Ilkley. Participant pour la première fois au tableau principal de Wimbledon, il doit batailler cinq manches, pendant 4 heures et 39 minutes, pour éliminer le Belge Zizou Bergs au super tie-break (6-1, 6-4, 62-7, 64-7, 7-68). Il est battu au tour suivant par Alexander Bublik en trois sets.

### 2025: première finale ATP à Kitzbühel
Il revient, après des mois de blessures, à performer après Wimbledon, disputant sa première demi-finale sur le circuit ATP à Gstaad puis, la semaine suivante, sa première finale à Kitzbühel en Autriche. Il élimine pour cela le Péruvien Ignacio Buse (6-3, 3-6, 7-5), l'Argentin Francisco Comesaña (6-4, 7-6), le qualifié Allemand et vétéran Jan-Lennard Struff (6-3, 6-4) et son compatriote Arthur Rinderknech (7-5, 6-3). Il est néanmoins battu lors de ces deux tournois par la Kazakhstanais Alexander Bublik (4-6, 3-6), tête de série numéro une et quart de finaliste du dernier Roland-Garros.

## Palmarès

### Finales en simple messieurs
| No | Date       | Nom et lieu du tournoi   | Catégorie | Dotation  | Surface      | Vainqueur        | Score    |          |
| -- | ---------- | ------------------------ | --------- | --------- | ------------ | ---------------- | -------- | -------- |
| 1  | 20-07-2025 | Generali Open, Kitzbühel | ATP 250   | 596 035 € | Terre (ext.) | Alexander Bublik | 6-4, 6-3 | Parcours |

### Sur le circuit Challenger
Titres en simple
| # | Date           | Nom et lieu du tournoi                       | Surface    | Adversaire    | Score     |
| - | -------------- | -------------------------------------------- | ---------- | ------------- | --------- |
| 1 | Septembre 2022 | Nonthaburi 2 Open, Nonthaburi                | Dur (int.) | Omar Jasika   | 7-66, 6-4 |
| 2 | Janvier 2023   | Nonthaburi 2 Open, Nonthaburi                | Dur (int.) | Lloyd Harris  | 7-65, 6-2 |
| 3 | Janvier 2024   | Internationaux de Nouvelle-Calédonie, Nouméa | Dur (ext.) | Enzo Couacaud | 6-1, 6-1  |

Finales en simple
| # | Date           | Nom et lieu du tournoi                | Surface      | Adversaire         | Score         |
| - | -------------- | ------------------------------------- | ------------ | ------------------ | ------------- |
| 1 | Septembre 2022 | Nonthaburi 3 Open, Nonthaburi         | Dur (int.)   | Stuart Parker      | 4-6, 1-4, ab. |
| 2 | Janvier 2023   | Nonthaburi 3 Open, Nonthaburi         | Dur (int.)   | Sho Shimabukuro    | 2-6, 5-7      |
| 3 | Juin 2023      | Rothesay Nottingham Open, Nottingham  | Gazon (ext.) | Andy Murray        | 4-6, 4-6      |
| 4 | Juillet 2023   | Lexington Challenger, Lexington       | Dur (ext.)   | Steve Johnson      | 56-7, 4-6     |
| 5 | Octobre 2024   | Shenzhen Luohu Challenger 2, Shenzhen | Dur (ext.)   | Mackenzie McDonald | 4-6, 46-7     |

## Parcours dans les tournois duGrand Chelem

### En simple
| Année | Open d'Australie | Open d'Australie | Internationaux de France | Internationaux de France | Wimbledon      | Wimbledon        | US Open         | US Open           |
| ----- | ---------------- | ---------------- | ------------------------ | ------------------------ | -------------- | ---------------- | --------------- | ----------------- |
| 2021  | —                | —                | 1er tour (1/64)          | Kamil Majchrzak          | —              | —                | —               | —                 |
| 2022  | —                | —                | Q1                       | Tseng Chun-hsin          | —              | —                | —               | —                 |
| 2023  | —                | —                | 1er tour (1/64)          | Corentin Moutet          | Q1             | Giulio Zeppieri  | 1er tour (1/64) | Andrey Rublev     |
| 2024  | 1/8 de finale    | Hubert Hurkacz   | 1er tour (1/64)          | T. Martín Etcheverry     | 2e tour (1/32) | Alexander Bublik | 2e tour (1/32)  | Brandon Nakashima |
| 2025  | 2e tour (1/32)   | Jacob Fearnley   | 1er tour (1/64)          | Alejandro Tabilo         | 2e tour (1/32) | Alex de Minaur   |                 |                   |

N.B. : à droite du résultat se trouve le nom de l'ultime adversaire.

### En double messieurs
| Année | Open d'Australie | Open d'Australie | Internationaux de France                                                         | Internationaux de France | Wimbledon | Wimbledon | US Open | US Open |
| ----- | ---------------- | ---------------- | -------------------------------------------------------------------------------- | ------------------------ | --------- | --------- | ------- | ------- |
| 2020  | —                | —                | 1er tour (1/32) H. Mayot \|\| style="text-align:left;" \| L. Kubot M. Melo       | Annulé                   | Annulé    | —         | —       |         |
| 2021  | —                | —                | 2e tour (1/16) H. Gaston \|\| style="text-align:left;" \| P. Andújar P. Martínez | —                        | —         | —         | —       |         |

N.B. : le nom du partenaire se trouve sous le résultat ; les noms des ultimes adversaires se trouvent à droite.

## Parcours dans lesMasters 1000
| Année | Indian Wells | Miami | Monte-Carlo | Madrid | Rome | Canada | Cincinnati          | Shanghai           | Paris                 |
| ----- | ------------ | ----- | ----------- | ------ | ---- | ------ | ------------------- | ------------------ | --------------------- |
| 2024  | —            | —     | —           | —      | —    | —      | —                   | 2e tour U. Humbert | 1/8 de finale H. Rune |
| 2025  | —            | —     | —           | —      | —    | —      | 2e tour J. Brooksby |                    |                       |

N.B. : sous le résultat se trouve le nom de l’ultime adversaire.

## Victoires sur le top 10
Toutes ses victoires sur des joueurs classés dans le top 10 de l'ATP lors de la rencontre.
| Légende      |
| Grand Chelem |
| Masters      |
| Masters 1000 |
| ATP 500      |
| ATP 250      |

| # | A.C.   | Tournoi          | Année | Surface | Adversaire  | Rang | Tour | Score               |
| - | ------ | ---------------- | ----- | ------- | ----------- | ---- | ---- | ------------------- |
| 1 | no 122 | Open d'Australie | 2024  | Dur     | Holger Rune | no 8 | 1/32 | 7-64, 6-4, 4-6, 6-3 |

## Classements ATP en fin de saison
| Année          | 2019 | 2020 | 2021 | 2022 | 2023 | 2024 |
| Rang en simple | 1075 | 894  | 284  | 391  | 130  | 63   |
| Rang en double | –    | 2276 | 439  | –    | –    | –    |

Source : (en) Classements de Arthur Cazaux sur le site officiel de la Fédération internationale de tennis